# ФК Остин
Остин (енгл. Austin FC) је амерички фудбалски клуб из истоименог града у држави Тексас. Наступа у Западној конференцији МЛС лиге. 